# Echizen Railway
Echizen Railway Co., Ltd. (えちぜん鉄道株式会社, Echizen Tetsudō Kabushiki-gaisha) est une compagnie de transport de passagers qui exploite deux lignes ferroviaires dans la préfecture de Fukui au Japon. Son siège social se trouve dans la ville de Fukui.

## Histoire
La compagnie a été fondée le 17 septembre 2002 pour reprendre l'exploitation des lignes Katsuyama Eiheiji et Mikuni Awara auparavant effectuée par la Keifuku Electric Railroad.

## Ligne
La compagnie possède deux lignes.
| Ligne                   | Nom japonais | Terminus                   | Longueur (km) | Gares |
| ----------------------- | ------------ | -------------------------- | ------------- | ----- |
| Ligne Katsuyama Eiheiji | 勝山永平寺線 | Fukui - Katsuyama          | 27,8          | 23    |
| Ligne Mikuni Awara      | 三国芦原線   | Fukuiguchi - Mikuni-Minato | 25,2          | 23    |

## Matériel roulant

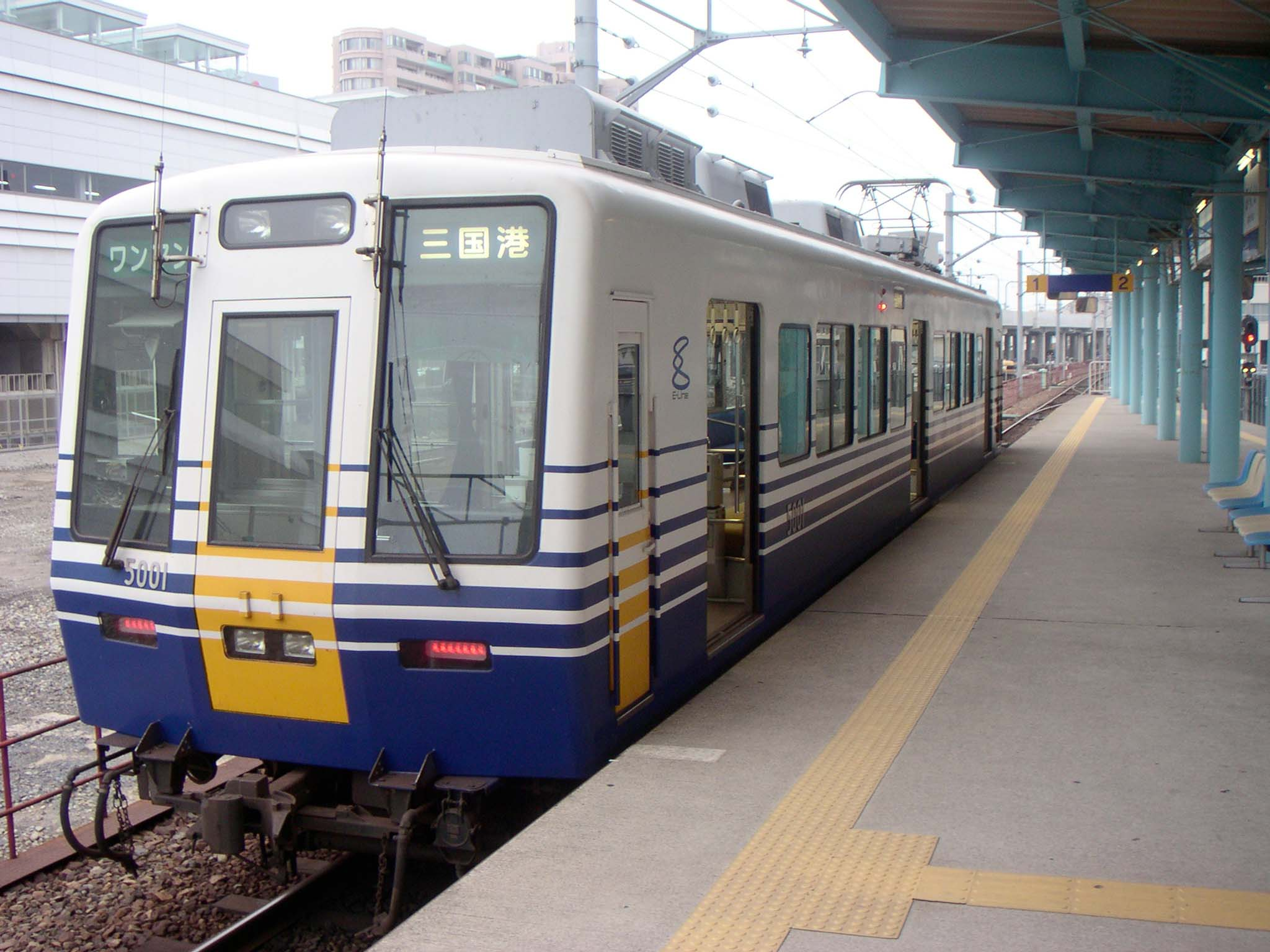
Série MC5001
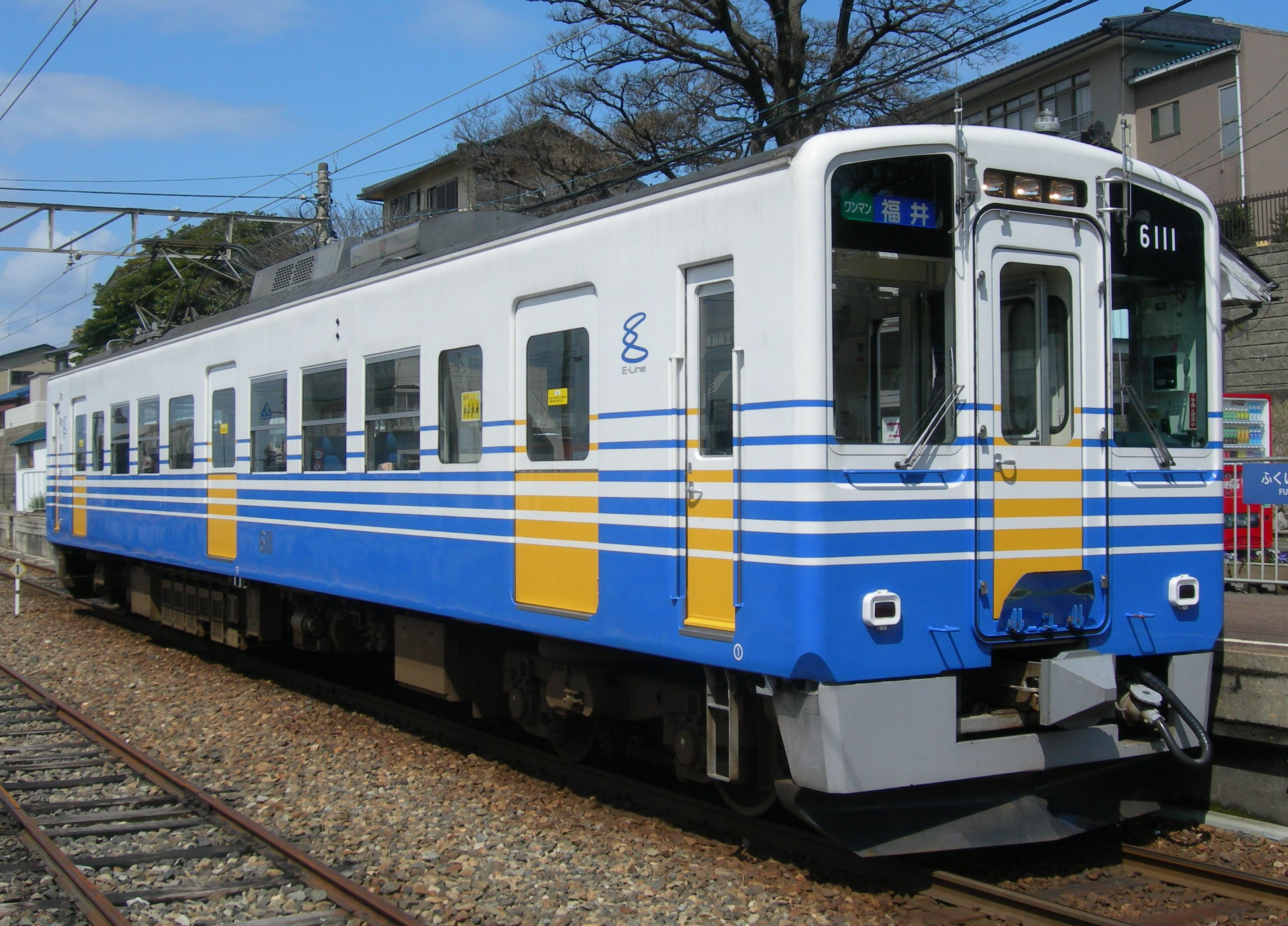
Série MC6001
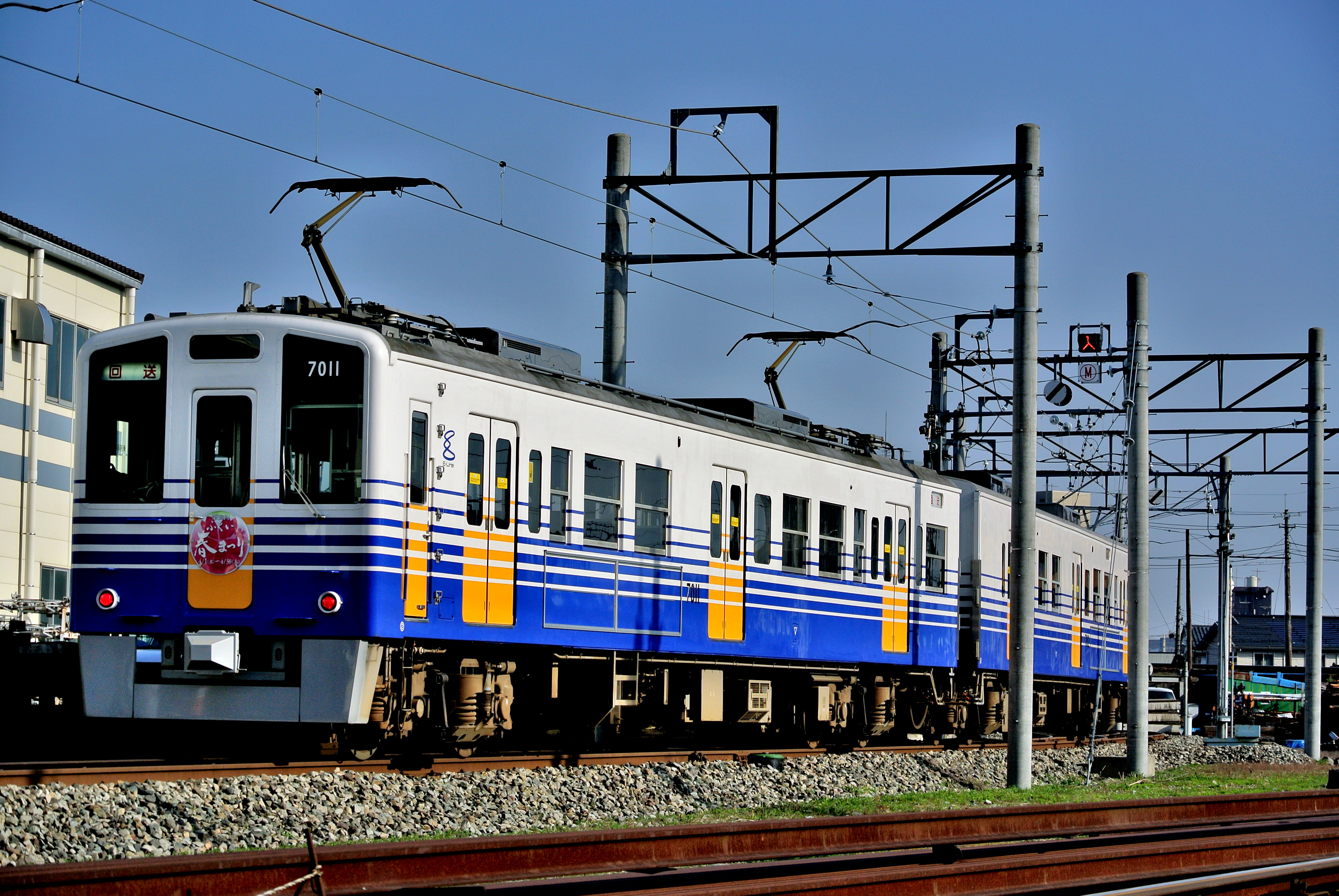
Série MC7000
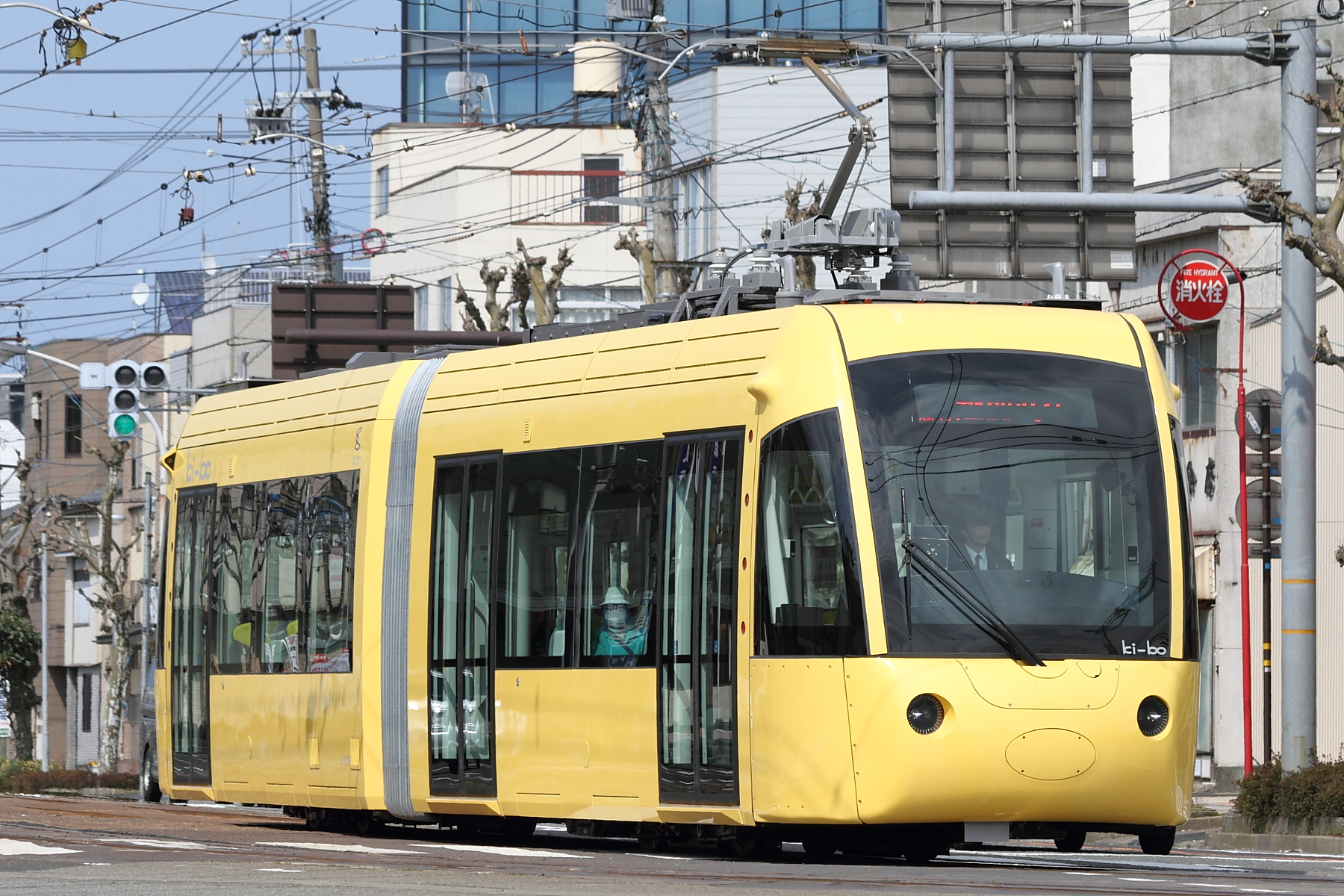
Série L (ki-bo)